# Serkans sommer
|  | Denne artikel er oprettet af botten PalnaBot ud fra en ekstern database. Den kan derfor have sproglige fejl eller mangler. Denne skabelon kan fjernes efter kontrol af indholdet. |

Serkans sommer er en film instrueret af Inger M. Clausen.

## Handling
Serkan er på sommerferie i sine forældres landsby, Yesilyurt i Tyrkiet. Dias-serien fortæller om hans dagligdag sammen med familien og legekammeraterne. Serkan stjæler et æsel og tager afsted på tur, hvilket fører til nogle spændende oplevelser, men også til problemer.